# Ivory Coast International
Die Ivory Coast International sind im Badminton offene internationale Meisterschaften der Elfenbeinküste. Sie wurden erstmals 2016 ausgetragen.

## Turniergewinner
| Saison    | Herreneinzel             | Dameneinzel           | Herrendoppel                                       | Damendoppel                                         | Mixed                                   |
| --------- | ------------------------ | --------------------- | -------------------------------------------------- | --------------------------------------------------- | --------------------------------------- |
| 2016      | Edwin Ekiring            | Lekha Shehani         | Chandresh Kolleri Balakrishnan Alex Patrick Zolobe | Nogona Celine Bakayoko Johanne Succar Saint-Blancat | Gideon Babalola Uchechukwu Deborah Ukeh |
| 2017      | Anuoluwapo Juwon Opeyori | Ritika Thaker         | Bahaedeen Ahmad Alshannik Mohd Naser Mansour Nayef | Simran Singhi Ritika Thaker                         | Joseph Abah Eneojo Peace Orji           |
| 2018      | Luis Ramón Garrido       | Dorcas Ajoke Adesokan | Godwin Olofua Anuolowapo Juwon Opeyori             | Evelyn Siamupangila Ogar Siamupangila               | Clement Krobakpo Dorcas Ajoke Adesokan  |
| 2019      | Alap Mishra              | Thet Htar Thuzar      | Adham Hatem Elgamal Ahmed Salah                    | Samin Abedkhojasteh Soraya Aghaei Hajiagha          | Howard Shu Paula Obanana                |
| 2020 2024 | nicht ausgetragen        | nicht ausgetragen     | nicht ausgetragen                                  | nicht ausgetragen                                   | nicht ausgetragen                       |